# Ganeselo
Ganeselo.com fue un sitio web de comercio electrónico cuya casa matriz estaba ubicada en Santiago, Chile. Comenzó a operar públicamente el 16 de marzo de 2011. Operó el modelo de subastas pagadas conocido como Subasta Céntimo a Céntimo. Estuvo disponible en Argentina, Brasil, Chile, Colombia, México y Perú.

## Historia
Ganeselo.com fue abierto al público en Chile el 16 de marzo de 2011 por sus fundadores Alan Strauss y Shai Rosen. Durante el último trimestre de 2011 comenzó el proceso de apertura internacional de la compañía, agregando la posibilidad de participar en las subastas desde Argentina, Colombia, México y Perú. En el mes de octubre de 2012 el sitio sobrepaso la marca de las 10 millones de visitas.
En junio del 2013, los fundadores, Strauss y Rosen, venden el 100% de su participación en la compañía y salen de la operación de forma definitiva.
En el mismo mes es adquirida por su Gerente Comercial Pedro Villa quien se hace cargo de la administración del sitio.
A finales del 2013 el sitio web es adquirido por bidson.com y cierra temporalmente durante la transición de administraciones. En febrero de 2014 el sitio reaparece como bidson.com/cl una empresa Europea del mismo rubro.

## Funcionamiento
Para poder participar, todos los participantes necesitan comprar Bids, que son equivalentes a fichas, para participar en cualquiera de las subastas. Los Bids se venden en paquetes y tienen un valor aproximado de USD$0.1, dependiendo del país desde donde se participa. Las subastas estándar comienzan con un precio de USD $0 y aumentan su valor en un centavo con cada puja realizada. El cronómetro de la subasta tienen una cuenta regresiva de 20 segundos que se reinicia con cada Bid que es puesto para darle la oportunidad a otros usuarios de participar. Si al llegar el tiempo del cronómetro a cero no se han hecho nuevos Bids, el último usuario en jugar es el ganador y tiene el derecho de comprar el producto subastado en el precio en que finalizó la subasta. Comúnmente los ganadores obtienen los productos con hasta un 95% de descuento respecto del precio retail.

## Compra Segura
Todos los usuarios que participaron de una subasta y no resultaron ganadores, tienen la opción de utilizar la opción "Compra Segura". Este mecanismo permite pagar la diferencia entre el precio publicado del producto y el monto gastado por la persona en la subasta.

## Reconocimientos
Ganeselo.com fue una de las 20 empresas seleccionadas para participar en la final de RedInnova 2011, celebrada en Madrid en junio de 2011 y resultó una de los cinco finalistas para ganar el premio BBVA OpenTalent 2011.
En diciembre de 2011, Ganeselo.com fue premiado con USD$100.000 al ser seleccionado como ganador del premio Visión Emprendedora 100K, patrocinado por Banco Santander.
Sin embargo, a febrero de 2014 está cerrado desde hace varios meses, desconociéndose cuándo abrirá de nuevo, habiendo dejado ganadores y poseedores de bids en tensa espera sin saber si recuperarán el dinero gastado.